# Meru
Meru je sanskrtski izraz, ki pomeni gora svetov.
Meru je v budizmu in hinduizmu gora svetov v središču Džambudvipe v Bhurloki in hkrati os sveta v Triloki. Sestoji iz zlata, srebra in dragih kamnov, njen premer je na vrhu dvakrat večji kot ob vznožju, na njenih treh vrhovih ležijo mesta Višnuja, Brahme in Šive, spodaj pa je osem mest lokapal.
Gora Meru, dom hindujskih bogov, naj bi imela pet vrhov, obdaja pa jo svetovno morje.